# Академічний симфонічний оркестр Кримської філармонії
Академічний симфонічний оркестр Кримської філармонії — колектив, що працює при Кримській державній філармонії.
Організований 1937 року в Ялті рішенням Президії Ялтинської міської Ради (Протокол № 31 від 28.09.1937 року). У 1965–2005 роках оркестр очолював Олексій Гуляницький. Під його орудою оркестр дав понад 2,5 тисячі концертів, здобув звання лауреату Всесоюзного конкурсу (1977), урядових нагород — Почесної грамота Президії Верховної Ради України (1987) і Почесної грамоти Ради міністрів України (1999).
Колектив гастролював в Білорусі, Молдові, Північній Осетії, Литві, Азербайджані, Узбекистані, Росії, в багатьох містах України тощо.